# 薩氏寬口䲁
薩氏寬口䲁（學名：Chasmodes saburrae），為輻鰭魚綱鳚形目䲁科寬口䲁屬的一種，分布於西大西洋美國東南部至墨西哥灣東北部海域，深度0至6公尺，本魚體呈長橢圓形，側扁，眼上方有絲狀觸鬚，牙齒排列緊密，下顎牙齒尖端寬圓；下顎前側有一對突出的皮瓣，體色橄欖色到紅棕色，臉頰上密佈著黑點，身體有紅棕色和淺色的斑點、線條和雜色，背鰭前端有一個藍色斑點，隨後有一條淺色條紋，體長可達10公分，成魚通常棲息於紅樹林根部和海堤上的牡蠣群，一旦遇危險時以倒游方式躲入小洞穴中，僅露出頭部注視敵人，具領域性，幼魚為浮游性，生活沿海淺水域，雌魚產附著性卵，雄魚有護卵行為。